# NGC 5252
NGC 5252 је лентикуларна галаксија у сазвежђу Девица која се налази на NGC листи објеката дубоког неба.
Деклинација објекта је + 4° 32' 33" а ректасцензија 13h 38m 15,9s. Привидна величина (магнитуда) објекта NGC 5252 износи 13,3 а фотографска магнитуда 14,3. NGC 5252 је још познат и под ознакама UGC 8622, MCG 1-35-22, CGCG 45-56, VV 100, PGC 48189.